# Entertainment Monitoring Africa
Entertainment Monitoring Africa é a empresa responsável pela publicação da parada musical oficial da África do Sul. É membro do grupo Avusa sob a empresa Entertainment Logistics Services (ELS). Mediaguide é o fornecedor de um gráfico de airplay Top-10 semanal que está disponível para consulta pelo público em geral on-line. Um Top-100 está disponível para usuários inscritos do site da empresa. A empresa atualmente monitora 48 estações de rádio e 8 estações de televisão.